# HYPER MORNING TRAX
『HYPER MORNING TRAX』（ハイパーモーニングトラックス）は、2007年3月30日までエフエム中九州 → エフエム熊本 (FMK) で放送されていたラジオ番組。略称はHMT。
MEGがパーソナリティを務めていた平日朝のワイド番組で、番組終了時には毎週月曜 - 金曜 8:20 - 10:35（日本標準時）に放送。金曜 8:20 - 10:40 に別のワイド番組『What's up, WASA』が放送されていた頃には月曜 - 木曜の放送を行っていたが、左記番組が終了してからは金曜にも放送を行うようになった。
番組の終了後、平日朝のワイド番組枠は再び月曜 - 木曜と金曜とに分散。月曜 - 木曜には松崎ひろゆきがパーソナリティを務める『FMK Morning Glory』が、金曜には相越久枝がパーソナリティを務める『FMK MAGICAL FRIDAY』がそれぞれスタートした。

## コーナー

### 毎日実施のコーナー
- HMTリクエストゾーン
- GLOBAL BEAT

### 実施日限定のコーナー
- ENGLISH TRAX 〜当たって砕けろ?!〜（月曜・火曜 → 月曜）
- ハングル TRAX 〜Chris 高山 登場〜（火曜）
- 火曜日は HMT LoveTuesday。（火曜）
- TVガイド芸能ナウ！ 〜これであなたも前忠もどき！〜（水曜）
- キャリア・プリティ（水曜）
- Click Montana 〜モンタナの風を感じて〜（木曜）
- A-taro TRAX 〜モノマネリポーター参上！〜（金曜） - ものまねタレントの英太郎がA-taro名義でレギュラー出演していた。
- グランメッセ・インフォメーション（金曜）
- telephone DJ（祝日のみ）
- DJ TRAX（不定期）